# Three Kings
Three Kings is een Amerikaanse film uit 1999 van David O. Russell gebaseerd op een verhaal van John Ridley. De hoofdrollen worden vertolkt door George Clooney, Mark Wahlberg en Ice Cube.
Deze film speelt tijdens de nasleep van de Golfoorlog, net nadat een wapenstilstand getekend is en de Amerikanen hun overwinning vieren op Saddam Hoessein.

## Verhaal
Three Kings vertelt het verhaal van drie Amerikaanse soldaten die aan het eind van de Eerste Golfoorlog proberen goudstaven (afkomstig uit Koeweit) te stelen uit Iraakse bunkers. Gedurende deze expeditie raken ze betrokken bij een groep achtergelaten wanhopige Iraakse rebellen die in opstand zijn gekomen tegen het regime van Saddam Hoessein.

## Rolverdeling
| Acteur             | Personage                        | Opmerkingen  |
| ------------------ | -------------------------------- | ------------ |
| George Clooney     | Major Archie Gates               |              |
| Mark Wahlberg      | Sergeant First Class Troy Barlow |              |
| Ice Cube           | Staff Sergeant Chief Elgin       |              |
| Spike Jonze        | Private First Class Conrad Vig   |              |
| Cliff Curtis       | Amir Abdullah                    |              |
| Nora Dunn          | Adriana Cruz                     |              |
| Jamie Kennedy      | Specialist Walter Wogaman        |              |
| Saïd Taghmaoui     | Captain Said                     |              |
| Mykelti Williamson | Colonel Ron Horn                 |              |
| Holt McCallany     | Captain Doug Van Meter           |              |
| Judy Greer         | Cathy Daitch                     |              |
| Liz Stauber        | Debbie Barlow                    | Troy's vrouw |

## Citaten
- Archie Gates: Sit down. What do you see here?

Chief Elgin: Bunkers, sir.
Archie Gates: What's in them?
Troy Barlow: Stuff they stole from Kuwait.
Archie Gates: Bullshit. I'm talking about millions in Kuwaiti bullion.
Conrad Vig: You mean them little cubes you put in hot water to make soup?
Archie Gates: No, not the little cubes you put in hot water to make soup.
- Troy Barlow: Are we shooting?

Soldier: What?
Troy Barlow: Are we shooting people or what?
Soldier: Are we shooting?
Troy Barlow: That's what I'm asking you!
Soldier: What's the answer?
Troy Barlow: I don't know the answer! That's what I'm trying to find out!

## Achtergrond

### Filmlocaties
Deze film is opgenomen in de Amerikaanse staten Arizona (Casa Grande) en Californië (Calexico, Los Angeles en Niland). Enkele scènes zijn opgenomen in Mexico met hulp van echte Iraakse vluchtelingen.

## Prijzen/nominaties
- 2000 Black Reel Award
 Genomineerd: Theatrical - Best Supporting Actor (Ice Cube)
- 2000 Blockbuster Entertainment Award
 Gewonnen: Favorite Action Team (Mark Wahlberg, George Clooney en Ice Cube)
- 2000 Boston Society of Film Critics Award
 Gewonnen: Best Director (David O. Russell) 
 Gewonnen: Best Film
- 2000 Golden Satellite Award
 Genomineerd: Best Screenplay (David O. Russell en John Ridley)

## Trivia
- De elektrische schokken in de scène waar Troy Barlow wordt gemarteld zijn echt. Alle apparatuur was voorradig, Mark Wahlberg wilde de rol en zodoende gaven ze hem een schok.
- Op de originele filmposters krijgt David O. Russell "full credits", terwijl het verhaal gebaseerd is op een proefversie geschreven door John Ridey. Pas toen Ridley voor zijn rechten op kwam kreeg hij een vermelding "Story by".
- Deze film werd in Irak verboden.